# Nannette Streicher
Nannette Streicher, nascuda Anna-Maria Stein (Augsburg, 2 de gener de 1769 - Viena, 16 de gener de 1833) fou una fabricant de pianos, compositora, pedagoga musical i escriptora alemanya.
Filla del constructor Johann Andreas Stein (1728-1792), continuà manufacturant pianos vinculada al seu marit, el pianista Johann Andreas Streicher, encara que traslladà la fàbrica a Viena i allà introduí nous perfeccionaments en la mecànica d'aquest instrument. Fou una constant protectora de Beethoven (1770-1827), al qual auxilià moltes vegades en les seves dificultats familiars i econòmiques.

## Constructora de pianos
Va ser una de les parts fonamentals del cor d’una dinastia musical molt important a Viena en l’època del Classicisme. Nannette, a part de ser una gran pianista, compositora i professora, va desenvolupar-se també com a gran constructora de pianos, seguint la tradició del seu pare.
Va adquirir moltes de les habilitats de construcció d’ell i va guanyar-se per dret propi una bona reputació, tot i que fins avui en dia no ha estat reconeguda. El 1794 va casar-se amb Johann Andreas Streicher i va establir juntament amb el seu marit una fàbrica de pianos a Viena, al suburbi de Landstrasse de la ciutat. Junts van començar aquest negoci. Ella s'encarregava de gairebé tota la feina i era la vertadera experta i mestra de construcció. Coneixia bé l'artesania, creant així instruments de qualitat sense els quals els grans compositors de l'època, avui en dia molt coneguts i considerats importants en la història de la música occidental, potser no s'haurien pogut desenvolupar de la manera en què ho van fer. La casa dels Streicher va ser en aquell temps un centre d’esdeveniments artístics i musicals on es reunien els principals músics de Viena. No hi ha dubte que Beethoven va participar en moltes ocasions.
S’ha descobert que els pianos del jove Beethoven, quan ell tenia setze anys, van ser construïts per ella. La firma va fer també pianos per Carl Maria von Weber, Johann Nepomuk Hummel i posteriorment per Brahms. Beethoven escriu sobre els pianos de la fàbrica, que li permeten ajustar-se lliurement al seu propi so, ric i cantabile. Ella va ser la veritable propietària de la fàbrica, mentre que Johann Andreas Streicher només gestionava algunes vendes. Durant molts anys els investigadors van assumir que el marit era el principal constructor i que ella havia estat l’ajudant. La nova recerca sobre aquest tema ha posat de manifest que presumiblement no fou així, sinó que ella en fou la capdavantera.
En l'àmbit de la fabricació d'aquest instrument, que fou comú en la seva nissaga, el seu cunyat, Charles Andreas, a més de fabricant de pianos, també fou un prestigiós pianista i el seu oncle Freiedrich també destacà com a intèrpret de Mozart i de Beethoven.

## Nannette i Mozart
Nannette i Mozart també van tenir oportunitat de conèixer-se. Des de petita, Nannette va mostrar grans qualitats com a pianista. El seu primer recital com a solista va ser el 1776, i a l'any següent va viatjar a Viena per conèixer al gran compositor, de la mateixa manera que després ho va fer Beethoven. Una carta del mateix Mozart al seu pare, escrita el 1777, fa referència a la noia Nannette. Mozart es burla dels gestos i l’estil d'ella, però la descriu també com una pianista molt talentosa amb bon futur.

## Nannette i Beethoven
La relació entre Nannette i Beethoven està documentada a través 60 cartes conservades a la col·lecció de Nannette. Es coneix poca correspondència per part de Nannette a Beethoven. El 1787, Beethoven va tornar d’un viatge a Viena per veure W.A. Mozart. Quan va arribar a Stein, va conèixer per primer cop a Nannette, quan ell tenia setze anys. A partir d'aquell moment començaren a tenir una estreta relació d'amistat i d'admiració. Se sap que li feu de mare d'adolescent. Molts cops va trobar allotjament nou pel músic, que tenia un caràcter complicat i que era sovint expulsat per colpejar el piano i les parets de les cases durant la nit. Ella endreçava el seu allotjament, li portava roba i el rentava.
Nannette sempre va estar disponible per a cuidar el músic en els seus freqüents períodes de malaltia. Ell la cercà molts cops demanant consell quan s’ocupava del seu nebot Karl. Van tenir una gran relació d’amistat fins a la mort d'ella.

## SonataHammerklavier
Sobretot els anys 1817 i 1818, quan Beethoven estava component la sonata Hammerklavier i esbossant les primeres idees de la novena simfonia, Nannette va estar molt present en la seva vida i s'ocupà de qüestions clau de les quals Beethoven no podia en aquell moment. Escrigué en una de les seves cartes: 
“Et dec en tantes maneres, que quan hi penso, freqüentment em sobrepassa un sentiment de vergonya”.